# Exaptation
Als Exaptation wird insbesondere in der Evolutionsbiologie die Nutzbarmachung einer Eigenschaft für eine Funktion bezeichnet, für die sie ursprünglich nicht entstanden war – mit anderen Worten: Es handelt sich um eine „Zweckentfremdung“.
Die Unterscheidung von funktionsgebundener Anpassung (Adaptation) und der einem ursprünglichen Zweck entfremdeten Funktionsübernahme (Exaptation) durch eine zuvor anders genutzte Eigenschaft geht zurück auf die Abhandlung „Exaptation – a missing term in the science of form“ von Stephen Jay Gould und Elisabeth Vrba aus dem Jahr 1982. Vom Konzept der Exaptation unterschied Gould auch das Konzept Präadaptation (synonym: Präadaption), welches eine Eigenschaft beschreibt, die sich zufällig (ohne erkennbare Funktion) entwickelt hat und unter veränderten Umweltverhältnissen als nützlich erweist.
Ein Beispiel ist die Follikelatresie, welche möglicherweise eine Adaptation zur Aufrechterhaltung des erforderlichen Hormonhaushalts während einer Schwangerschaft ist. Die Menopause wäre demnach eine Folge dieser Adaptation, ohne selbst eine selektierte Angepasstheit zu sein.
Die Bezeichnung Exaptation wurde später in der Genetik auch von Jürgen Brosius und Stephen Jay Gould für die Rekrutierung vormals nichtfunktioneller Bereiche des Genoms in eine Funktion angewandt.
Aufgrund der Inhaltsnähe von „Exaptation“ und „Präadaption“ wurde kontrovers erörtert, ob ein eigenständiges Konzept „Exaptation“ zur Beschreibung der Evolutionsprozesse notwendig sei. Die wissenschaftliche Realität sieht so aus, dass die Bezeichnungen „Exaptation“ und „Präadaptation“ häufig synonym verwendet werden. Es ist in jedem Falle das Verdienst von Gould, mit der Bezeichnung Exaptation die Bedeutung ungerichtet entstandener Strukturen für die Evolution betont zu haben. Viele Evolutionsbiologen teilen heute die Auffassung, dass neue Strukturen nie zielgerichtet für etwas Bestimmtes entstehen, sondern sich vielmehr zufällig als Nebenprodukte bei der fehlerhaften Weitergabe des Erbgutes ergeben. Weil die Selektion selbst keine neuen Strukturen schafft, sondern bei den vorhandenen Varianten ansetzt, müssen alle neuen Varianten als Exaptationen entstanden sein. Dazu passt auch die Erkenntnis, dass nicht nur solche Strukturen erhalten bleiben, die sich als vorteilhaft erweisen, sondern auch diejenigen, die einfach nicht weiter stören.

## Verwendung im Bereich der Technik
Die Bezeichnung Exaptation wird auch benutzt, um die Entwicklung des Einsatzes technischer Erfindungen jenseits der ursprünglich geplanten Einsatzbereiche zu beschreiben. Ein Beispiel ist die Nutzung der Compact Disc, die ursprünglich zur Speicherung von Musik entwickelt wurde, zur Speicherung von Computerdaten.

## Belege
1. ↑  John Sherwood Perry: The ovarian cycle of mammals. Oliver and Boyd, Edinburgh 1971, (= University Reviews in Biology, No. 13).
2. ↑  Nicholas Dew, S. D. Sarasvathy, S. Venkataraman: The economic implications of exaptation. In: Journal of Evolutionary Economics. 14. Jg. (2004), S. 69–84